# Heliothelopsis costipunctalis
Heliothelopsis costipunctalis là một loài bướm đêm trong họ Crambidae.